# Секула (филмски серијал)

## Филмови

### Секула и његове жене (1986)
Сеоски момак, ковач јаких мишића и меког срца, све има, али среће нема. Кроз његову кућу пролазе многе жене, али се задрже тек толико да роде још које дете, а онда беже из живота у који су накратко залутале. Ту су смерна и болешљива сеоска удавача, белосветска играчица трбушног плеса, ветеринарка искусна у штројењу бикова и, коначно, естрадна звезда. Ковач се искрено заљубљује у ову певачицу крупних очију и танка струка, а она сања много пара у деколтеу, своју плочу и насловне странице у новинама...

### Секула се опет жени (1991)
После низа промашених бракова и неузвраћених љубави, а брда деце, која су сва остала код њега, Секула решава да промени живот и да се уозбиљи, али изгледа да је за то касно, а искушења су све већа...

### Секула невино оптужен (1992)
Овог пута Секула нема проблема са женама али га оптужују за крађу струје. Проблем око струје долази и до суда јер Секула једини у селу нема струју, а локалној кафани неко краде струју. Истрагом ће се утврдити да је Секула невино оптужен а да струју краде онај који га је заправо и оптужио.

### Трећа срећа (1995)
Секула је остао сам са децом, зато мења име и одлази код богатог ујака. Настаје проблем јер се ујак жени са млађом женом од њега, која се свиђа и Секули. Затим долази до вишеструког венчања: ујак се жени локалном врачаром, Секула играчицом, а његов најстарији син својом девојком.

## Ликови
| Лик                       | Филмови                     | Филмови                    | Филмови                      | Филмови            |  |
| ------------------------- | --------------------------- | -------------------------- | ---------------------------- | ------------------ |  |
| Лик                       | Секула и његове жене (1986) | Секула се опет жени (1991) | Секула невино оптужен (1992) | Трећа срећа (1995) |  |
| Секула                    | Радош Бајић                 | Радош Бајић                | Слободан Бода Нинковић       | Радош Бајић        |  |
| Ноца                      | Јован Јанићијевић           | Јован Јанићијевић          | Јован Јанићијевић            |                    |  |
| Наста                     | Љиљана Јанковић             | Љиљана Јанковић            | Љиљана Јанковић              |                    |  |
| Милка                     | Ксенија Јанићијевић         | Ксенија Јанићијевић        | Ксенија Јанићијевић          |                    |  |
| Миса                      | Божидар Павићевић           | Миленко Павлов             | Миленко Павлов               |                    |  |
| Шљива                     | Владан Живковић             | Ташко Начић                | Ташко Начић                  |                    |  |
| Чеда Станисављевић-Жилица | Бата Живојиновић            | Бата Живојиновић           | Бата Живојиновић             |                    |  |
| Деса                      | Јелисавета Саблић           | Јелисавета Саблић          | Јелисавета Саблић            |                    |  |
| Јелена                    | Јасмина Меденица            | Јасмина Меденица           |                              |                    |  |
| Ђина                      | Весна Чипчић                |                            |                              |                    |  |
| Спасенија                 | Соња Савић                  |                            |                              |                    |  |
| Сојка                     |                             | Милена Дравић              | Милена Дравић                |                    |  |
| Кривошија                 |                             | Никола Милић               | Никола Милић                 |                    |  |
| Биља                      |                             | Нада Блам                  | Нада Блам                    |                    |  |
| Пера                      |                             | Предраг Милинковић         | Предраг Милинковић           |                    |  |
| Весна                     |                             | Ана Стојановић             | Ана Стојановић               |                    |  |
| Синиша                    |                             | Никола Симић               |                              |                    |  |
| власника кафане           |                             | Ратко Сарић                |                              |                    |  |
| Анжик                     |                             |                            | Драган Зарић                 |                    |  |
| ујка Живота               |                             |                            |                              | Бата Живојиновић   |  |
| Галина                    |                             |                            |                              | Ања Поповић        |  |
| Антилопа                  |                             |                            |                              | Милена Дравић      |  |
| Радмила                   |                             |                            |                              | Анита Лазић        |  |
| Стевица                   |                             |                            |                              | Недељко Бајић      |  |